# 943
| Calendário gregoriano                                                        | 943 CMXLIII                                           |
| Ab urbe condita                                                              | 1696                                                  |
| Calendário arménio                                                           | 392 – 393                                             |
| Calendário bahá'í                                                            | -901 – -900                                           |
| Calendário budista                                                           | 1487                                                  |
| Calendário chinês                                                            | 3639 – 3640 Início a 8 de fevereiro (aproximadamente) |
| Calendário copta                                                             | 659 – 660                                             |
| Calendário etíope                                                            | 935 – 936                                             |
| Calendários hindus - Vikram Samvat - Calendário nacional indiano - Cáli Iuga | 998 – 999 864 – 865 4043 – 4044                       |
| Calendário Holoceno                                                          | 10943                                                 |
| Calendário islâmico                                                          | 331 – 332                                             |
| Calendário judaico                                                           | 4703 – 4704                                           |
| Calendário persa                                                             | 321 – 322                                             |
| Calendário rúnico                                                            | 1193                                                  |
| Calendário solar tailandês                                                   | 1486                                                  |

943 (CMXLIII na numeração romana) foi um ano comum do século X do Calendário Juliano, da Era de Cristo, teve início a um domingo e terminou também a um domingo, e a sua letra dominical foi A (52 semanas).
No  território que viria a ser o reino de Portugal estava em vigor a Era de César que já contava 981 anos.
| Ano completo                    |
| ------------------------------- |
| Ano comum com início ao domingo |